# Diapterus rhombeus
Diapterus rhombeus is een straalvinnige vissensoort uit de familie van mojarra's (Gerreidae). De wetenschappelijke naam van de soort is voor het eerst geldig gepubliceerd in 1829 door Cuvier.